# Northwest Arm (St. Marys River)
Northwest Arm – zatoka (arm) rzeki St. Marys River w kanadyjskiej prowincji Nowa Szkocja, w hrabstwie Guysborough; nazwa urzędowo zatwierdzona 17 stycznia 1951.